# KCOP-TV
KCOP-TV es un canal de televisión estadounidense con sede en Los Ángeles, California. Opera en los canales 13 VHF digital y PSIP.

## Comienzos
Canal 13 salió al aire el 17 de septiembre de 1948, según KMTR de televisión. La estación cambió brevemente su sigla a KLAC-TV (Los Ángeles, California), y adoptó el apodo de «Lucky 13». Fue copropiedad con KLAC-AM - FM, que más tarde fue copropiedad con el canal actual 13 hermana estación KTTV. Aunque era una estación independiente, lo hizo ejecutar algunos programas de la DuMont Television Network. Uno de la televisión a principios de estrellas-KLAC fue la veterana actriz Betty White, que protagonizó su propia sitcom, Life With Elizabeth. Personalidad de la televisión Regis Philbin y el actor-director Leonard Nimoy trabajó una vez detrás de las escenas en el canal 13, y Oscar Levant tenía su propio show en la estación de 1958 a 1960. En 1954, la Prensa Copley (editores del San Diego Union-Tribune) compró KLAC-TV, y cambió su sigla a KCOP. En 1960, la Corporación de FINA, que más tarde se fusionaría con Chris-Craft Barcos para convertirse en Chris-Craft Industrias, compró el canal 13, creando una relación con Chris-Craft, que duró más de cuarenta años.
Chris-Craft asociado con varios estudios de televisión en los últimos años para producir ejecutar sindicado de programación de sesiones, que dio KCOP algunos de sus mejores y las valoraciones de hecho canal 13 uno de los líderes de Estados Unidos las estaciones de televisión locales. Desde la década de 1960 hasta la década de 1990, KCOP ofrece una amplia gama de programas que van desde dibujos animados (incluido el Hobo Kelly espectáculo) a las series de comedias, teatros y hecha para la televisión películas, talk shows sindicados, programas de juegos e incluso las noticias locales.
El locutor Charlie O'Donnell, mejor conocido en voz en off de la Wheel of Fortune (de los cuales KCOP llevado a la versión nocturna, de 1983 a 1989, hasta que junto con el programa Jeopardy! trasladó a KCBS-TV) fue una noticia anclaje en el canal 13 en la década de 1970 y fue la voz en off principal de la estación también.
A pesar de su éxito como una estación de entretenimiento general, independiente, sus noticieros fueron una de las más bajas de la nominal en el mercado. En la década de 1990, la estación comenzó a centrarse más en los talk shows de estreno, programas de corte, los reality shows y programas de revista.

### Afiliados a la UPN
En 1995, Chris-Craft y su subsidiaria, United Television, se asoció con Paramonunt Picture para formar el United Paramount Networkk. KCOP se convirtió en la red de la estación de Los Ángeles el 16 de enero de 1995, el día se puso en marcha la señal.
Viacom, empresa matriz de Paramount desde 1994, compró el 50 por ciento de otras partes interesadas de UPN de Chris-Craft, y se convirtió en único propietario de la red en 2000. En una transacción separada en 2002, Viacom compró su rival, KCOP de arco- KCAL-TV (canal 9). Los rumores persistieron que UPN se trasladaría a KCAL, haciendo KCOP una estación independiente una vez más. Sin embargo, Viacom dijo que continuaría operando KCAL como una estación independiente (al menos por el momento) y UPN se quedaría en KCOP.
Chris-Craft/United vendió sus estaciones de televisión a la News Corporation el 31 de julio de 2001. Al ser vendido a Fox en 2001, el día de la semana Fox Kids bloque se trasladó a KCOP a mediados de la tarde, sólo para que se cayó a nivel nacional en enero de 2002. Poco después, la estación pasó una mañana de dibujos animados en bloque de una hora (de la DIC Entertainment empresa), pero abandonó los dibujos animados de manera permanente en septiembre de 2006. Canal 13 fue la estación local de televisión por última vez al aire caricaturas de lunes a viernes. Al igual que las estaciones locales de otros, los dibujos animados fueron reemplazados por informerciales.
Con la adquisición de la News Corporation KCOP, eligió para pasar la estación de las noticias y las operaciones técnicas con Los Ángeles afiliado KTTV Fox en 2003. KCOP abandonó sus estudios desde hace mucho tiempo en North La Brea Avenue en Hollywood (una vez el hogar del clásico juego The Joker Wild y Tic Tac Dough) para entrar en el nuevo Centro Fox Televisión en el oeste de Los Ángeles. El estudio de La Brea Avenue fue puesto a la venta, y aunque ya no se utiliza por KCOP, Fox decidió mantener las instalaciones, y remodelado para albergar las dos primeras temporadas del reality show de The Hell's Kitchen. Desde entonces ha sido abandonado, cerrado, y se convierten en un paraíso para los ocupantes que fueron desalojados por la policía en mayo de 2009.

### Afiliación a MyNetworkTV
El 24 de enero de 2006, el Banco Mundial y las señales de UPN anunciaron que se fusionarían en una nueva señal llamada The CW Television Network. KTLA (Canal 5), que había sido una filial del Banco Mundial desde 1995, fue anunciado como CW, Los de la estación de Ángeles como parte de un año de afiliación tratar-10 entre la nueva red y de sus KTLA, Tribune Broadcasting.
CW afiliación La lista no incluye ninguna de las estaciones de Fox de UPN. Sin embargo, incluso sin el acuerdo de afiliación con Tribune, no es probable KCOP habría sido adquirida por KTLA. funcionarios CW constaban como preferir el «más fuerte» y UPN filiales del Banco Mundial, y KTLA había llevado KCOP en las calificaciones que data de la época en que ambos estaban siendo independientes. El 25 de enero de 2006, al día siguiente del anuncio de la creación de la Red de CW, Fox caído todas las referencias UPN de UPN estaciones de logotipos y sus marcas, y se detuvo la promoción de UPN de programación completo. En consecuencia, KCOP cambió su lema lo tendrás en 13 . El 22 de febrero de 2006, menos de un mes después de la formación de The CW, Fox anunció la creación de una red de horario estelar, llamado MyNetworkTV, con KCOP y el otro propiedad de las estaciones de UPN-Fox como los núcleos.
UPN continuó transmitiendo en las emisoras de todo el país hasta el 15 de septiembre de 2006. Mientras que algunos afiliados de UPN que se cambiaron a MyNetworkTV (que inició sus operaciones el 5 de septiembre de 2006) salió al aire las dos últimas semanas de UPN de programación fuera de su período ordinario de horario estelar, las estaciones de propiedad de Fox, incluyendo KCOP, cayó por completo UPN el 31 de agosto de 2006.
En octubre de 2006, la estación comenzó a identificarse a sí misma como MyNetworkTV, Canal 13. El logo ha cambiado a un diseño de dos columnas, con el logotipo de la red en el lado izquierdo y el número 13 sobre el derecho.

## Noticieros
Durante muchos años, KCOP emitió noticias tradicionales a las 10:00 p. m. Durante la década de 1980, la estación llevó el sindicado independiente de noticias en red (producido por WPIX en la ciudad de Nueva York), y junto con su programa de 10:00 locales. El noticiero de la estación ha sido en general más bajo noticiero de la noche nominal de las siete estaciones de televisión VHF en el mercado de Los Ángeles. La longitud noticiero ha variado de 30 minutos a una hora dependiendo de la estación de presupuesto. Durante un breve período de tiempo durante la década de 1990, KCOP intentado transmitir un noticiero de media hora a las 3:30 PM weeekdays, más tarde se transmite a las 7:30 PM entre semana. Sin embargo, cuando la estación fue adquirida por Fox y sus operaciones se fusionaron con KTTV, canal 13 del noticiero se trasladó a 11:00 p. m. para evitar la competencia directa con el canal 11 (que va de una hora de duración noticiero 10 horas), y se recorta desde una hora de duración a 30 minutos. estación de producción de noticias y los recursos son ahora manejados por KTTV.
Desde que Fox adquirió la estación, es tarde-noche de noticias KCOP tomó un enfoque más convencional que su propiedad de la competencia entre redes, KCBS-TV, KNBC y KABC-TV . Para atraer a un público más joven, se caracteriza principalmente sus presentadores de noticias femenina en poco más reveladora, ropa de moda. Sus historias de las noticias tienden a ser mucho más corto en detalles, en un formato de ritmo rápido. Además, se ha convertido en la primera estación para enfatizar el entretenimiento y el establecimiento de noticias tendencia como una parte importante de su formato, una idea que ha atraído a un grupo demográfico tan grande. Sin embargo, el canal 13 del noticiero continuamente cuartos lugares en las clasificaciones, como lo hizo cuando la estación estaba compitiendo a las 10 p. m. contra KTTV, KTLA, y KCAL-TV. Sin embargo, es una noticia KCOP señaló a grados más altos de forma sustancial entre los jóvenes, especialmente los jóvenes latinos.
El 10 de abril de 2006, el noticiero KCOP se amplió de 30 minutos a una hora, lo que hizo la única estación de Los Ángeles con una hora noticiero completo a las 11 p. m. El 14 de agosto de 2006, el noticiero fue rebautizado como mis 13 noticias.
Con la compra por parte de Fox, muchos de los exfuncionarios KCOP han puesto ya sea a la izquierda de la estación o puestas en libertad, el periodista Hal Eisner es uno de los restantes miembros del personal que ha estado con KCOP desde la era de Chris-Craft, a partir de allí, en la década de 1990. Antes de eso, sin embargo, él había trabajado en KTTV por un tiempo durante 1987 y 1988. Hoy en día, Eisner también archivos de informes para KTTV.
El 1 de diciembre de 2008, KCOP sustituirá sus 60 minutos de noticiero 11 horas con un noticiero de 30 minutos titulado FOX News at 11, conducido por Devine Christine y Carlos Amezcua, producida por KCOP.
En 2024, el noticiero "Fox 11 News at 5 PM" es transmitido en forma silmutanea en KCOP de lunes a viernes. También, el noticiero matutino 'Good Day LA' se transmite de 12 del mediodía a 2 PM y el noticiero nocturno 'Good Nite LA' se transmite de 11 a 11:30 PM de lunes a viernes.
El 3 de marzo de 2025, KCOP estrenó el noticiero local nocturno LA Live News Tonight de 8 a 10 PM de lunes a viernes. Es la primera vez en la historia de la televisora angelina que va a transmitir un noticiero local durante el horario estelar. Los presentadores y reporteros de noticias y deportes son los mismos del noticiero FOX 11 News. El noticiero LA Live News Tonight competirá con el noticiero local KCAL 9 News, que debutó en marzo del año 1990 antes de ser adquirido por la estación hermana, KCBS-TV en el año 2002.

## Equipo de noticias
- FOX News a las 11 (de 11 a 11:30)

Entre semana
- Conducción:
  - Marla Tellez
- El tiempo:
  - Mark Thompson
- Fines de semana
  - Conducción:
- Susan Hirasuna
- Jeff Michael
- Deportes:
- Kyle Kraska

KCOP usa las noticias de KTTV.
| - Dana Adams - Larry Atteberry - Ross Becker - Andy Cerota - Mike Chamberlin - Rick Chambers - Claudia Difolco - Harold Dow - Tom Duggan - Harris Faulkner - Hal Fishman - Alan Frio - Sasha Foo - Gary Franklin - Dave Gonzales - Jennifer Gould - Renee Hambley - Tony Hernández - Vic "The Brick" Jacobs - Judy Jernudd - Bob Jiménez - Robert Kovacik - Ellen Leyva - Tawny Little - Sam Louie - Vicki Liviakis - Tim Malloy |  | - Fred May - Larry McCormick - José Mota - Mike McKay - Neki Mohan - Amy Murphy - Jim Nash(Ahora con KTLA-TV) - Jim Newman - Harry Newman - Kent Ninomiya - Charlie O'Donnell - Warren Olney - Christina Penza - Regis Philbin - Bill Press - Natalie Pujo - George Putnam - Wendy Rutledge - Kenny Sargent - Newy Scruggs - Susan Shaw - Larry Van Nuys - Wendy Walsh - Betty White |